# Qualificatórias para o Campeonato Mundial de Voleibol Feminino de 1998 - CSV
As Qualificatórias para o Campeonato Mundial de Voleibol Feminino de 1998- CSV foi  a segunda edição do torneio pré-mundial organizado pela  CSV  cuja primeira fase ocorreu no período de 23 a 25 de outubro, na cidade de  Buenos Aires, e a segunda fase foi celebrada na cidade Arequipa de 31 de outubro a 2 de novembro no qual qualificou duas seleções da América do Sul para o Mundial do Japão de 1998, com a participação de quatro seleções.
Brasil e Peru foram os países que garantiram vaga para o referido mundial mediante este torneio.

## Fórmula da disputa
Os quatro países da CSV, estes melhores ranqueados em 1996 (Ranking da FIVB), disputaram a primeira e segunda fase, onde todos enfrentaram-se (Grupo K) e os dois times com melhor pontuação nesta fase classificou-se para o Mundial do Japão de 1998.

## Grupo K

### Primeira fase
- Local: Centro Cultural y Deportivo,Buenos Aires
- Período: de 23 a 25 de outubro de 1997 (UTC−03:00)

Classificação
|     |           |     | Jogos | Jogos | Jogos | Resultados | Resultados | Resultados | Resultados | Resultados | Resultados | Sets | Sets | Sets  | Pontos | Pontos | Pontos |
| Pos | Equipe    | Pts | T     | V     | D     | 3–0        | 3–1        | 3–2        | 2–3        | 1–3        | 0–3        | V    | P    | R     | V      | P      | R      |
| --- | --------- | --- | ----- | ----- | ----- | ---------- | ---------- | ---------- | ---------- | ---------- | ---------- | ---- | ---- | ----- | ------ | ------ | ------ |
| 1   | Brasil    | 9   | 3     | 3     | 0     | 3          | 0          | 0          | 0          | 0          | 0          | 9    | 0    | MAX   | 135    | 40     | 3.375  |
| 2   | Peru      | 6   | 3     | 2     | 1     | 2          | 0          | 0          | 0          | 0          | 1          | 6    | 3    | 2,000 | 110    | 93     | 1.183  |
| 3   | Argentina | 3   | 3     | 1     | 2     | 1          | 0          | 0          | 0          | 0          | 2          | 3    | 6    | 0.500 | 90     | 122    | 0.738  |
| 4   | Venezuela | 0   | 3     | 0     | 3     | 0          | 0          | 0          | 0          | 0          | 3          | 0    | 9    | 0,000 | 55     | 135    | 0.407  |

Resultados
| Data   | Hora  |              | Placar |           | Set 1 | Set 2 | Set 3 | Set 4 | Set 5 | Total | Relatório |
| ------ | ----- | ------------ | ------ | --------- | ----- | ----- | ----- | ----- | ----- | ----- | --------- |
| 23 out | 18:00 | 'Brasil '    | 3–0    | Peru      | 15-7  | 15-9  | 15-3  |       |       | 45–0  | 45–19     |
| 23 out | 21:00 | 'Argentina ' | 3–0    | Venezuela | 15-10 | 15-8  | 15-13 |       |       | 45–0  | 45–31     |
| 24 out | 19:00 | 'Brasil '    | 3–0    | Venezuela | 15-1  | 15-2  | 15-2  |       |       | 45–0  | 45–5      |
| 24 out | 21:00 | Argentina    | 0–3    | ' Peru'   | 7-15  | 8-15  | 14-16 |       |       | 29–0  | 29–45     |
| 25 out | 16:00 | 'Peru '      | 3–0    | Venezuela | 15-9  | 15-5  | 15-5  |       |       | 45–0  | 45–19     |
| 25 out | 18:00 | Argentina    | 0–3    | ' Brasil' | 6-15  | 2-15  | 8-15  |       |       | 16–0  | 16–45     |

### Segunda fase
- Local: Coliseo Arequipa,Arequipa
- Período: de 31 de outubro a 2 de novembro de 1997 (UTC−03:00)

Classificação
|     |           |     | Jogos | Jogos | Jogos | Resultados | Resultados | Resultados | Resultados | Resultados | Resultados | Sets | Sets | Sets  | Pontos | Pontos | Pontos |
| Pos | Equipe    | Pts | T     | V     | D     | 3–0        | 3–1        | 3–2        | 2–3        | 1–3        | 0–3        | V    | P    | R     | V      | P      | R      |
| --- | --------- | --- | ----- | ----- | ----- | ---------- | ---------- | ---------- | ---------- | ---------- | ---------- | ---- | ---- | ----- | ------ | ------ | ------ |
| 1   | Brasil    | 18  | 6     | 6     | 0     | 6          | 0          | 0          | 0          | 0          | 0          | 18   | 0    | MAX   | 271    | 88     | 3.080  |
| 2   | Peru      | 11  | 6     | 4     | 2     | 3          | 0          | 1          | 0          | 0          | 2          | 12   | 8    | 1.500 | 235    | 212    | 1.108  |
| 3   | Argentina | 7   | 6     | 2     | 4     | 2          | 0          | 0          | 1          | 0          | 3          | 8    | 12   | 0.667 | 239    | 245    | 0.976  |
| 4   | Venezuela | 0   | 6     | 0     | 6     | 0          | 0          | 0          | 0          | 0          | 6          | 0    | 18   | 0,000 | 102    | 270    | 0.378  |

Resultados
| Data   | Hora  |              | Placar |           | Set 1 | Set 2 | Set 3 | Set 4 | Set 5 | Total | Relatório |
| ------ | ----- | ------------ | ------ | --------- | ----- | ----- | ----- | ----- | ----- | ----- | --------- |
| 31 out | 16:00 | Argentina    | 0–3    | ' Brasil' | 2-15  | 6-15  | 8-15  |       |       | 16–0  | 16–45     |
| 31 out | 18:00 | 'Peru '      | 3–0    | Venezuela | 15-7  | 15-3  | 15-7  |       |       | 45–0  | 45–17     |
| 1 nov  | 16:00 | 'Brasil '    | 3–0    | Peru      | 15-2  | 15-4  | 16-14 |       |       | 46–0  | 46–20     |
| 1 nov  | 20:00 | 'Argentina ' | 3–0    | Venezuela | 15-2  | 15-6  | 15-10 |       |       | 45–0  | 45–18     |
| 2 nov  | 18:00 | 'Brasil '    | 3–0    | Venezuela | 15-4  | 15-5  | 15-3  |       |       | 45–0  | 45–12     |
| 2 nov  | 20:00 | Argentina    | 2–3    | ' Peru'   | 15-10 | 10-15 | 15-5  | 4-15  | 12-15 | 56–0  | 56–60     |

## Classificação final
| Rank | Team      |
| ---- | --------- |
| 1    | Brasil    |
| 2    | Peru      |
| 3    | Argentina |
| 4    | Venezuela |